# Amphiscirpus
Amphiscirpus, monotipski biljni rod iz porodice šiljovki raširen po dijelovima Sjeverne i Južne Amerike. 
Jedina vrsta je A. nevadensis, trajnica koja naraste od 10 do 70 cm. visine. Raste često po sezonskim močvarama ,na visinama od 400 do 2 400 metara. Vvate pšo ljetu; cvjetovi dvospolni

## Sinonimi
- Isolepis oreophila Phil.
- Schoenoplectus nevadensis (S.Watson) Soják
- Scirpus chubutensis C.B.Clarke
- Scirpus nevadensis S.Watson
- Scirpus nevadensis var. remireoides (Griseb.) Beetle
- Scirpus remireoides Griseb.